# 名曲
名曲（めいきょく）とは、曲自体をあらゆる方法(歌う、ピアノ伴奏、その他の楽器など)で表す場合に人の心を揺さぶるような曲のことである。本来、クラシック音楽における、一度は聴いておきたい作品、教科書に載っている作品などを指していたが、「ジャズの名曲」や「演歌の名曲」など、娯楽音楽の分野でも用いられるようになっている。
クラシック音楽の名曲についても、何を以て名曲とするかは、時代、目的、選定者などによってかなり変わってくる。
1970年前後、ステレオが普及し始めた頃、数多く発売されたLPの「名曲全集」などでは、1枚目は必ずと言っていいほどヴィヴァルディの「四季」で、ヨーロッパの後期バロック音楽から印象派までにかぎられ、現代音楽は含まれていなかった。しかし現在では、中世・ルネサンス期の作品から現代音楽まで含まれ、また、抒情歌と呼ばれる日本の唱歌や歌曲・童謡なども名曲として扱われるようになってきている。